# Apex Motor Corporation
Die Apex Motor Corporation war ein kurzlebiger US-amerikanischer Automobilhersteller in den frühen 1920er Jahren. Der Markenname lautete Ace.

## Unternehmensgeschichte
Das Unternehmen wurde 1919 von F.E. Earnest als Apex Motor Car Company gegründet. Earnest war ein Autohändler aus Seattle (Washington) und hatte Schwierigkeiten, Neuwagen zu erhalten, weil einerseits die Hersteller in der Folge des Ersten Weltkriegs erst dabei waren, auf Friedensproduktion umzustellen und der Markt andererseits sehr ausgetrocknet war.
Geeignetes Bauland in einem Industriekomplex wurde an der South River Street in Ypsilanti (Michigan) gefunden, das näher an den Automobilbauzentren und damit den Lieferanten lag als Seattle. Baubeginn war im Oktober 1919 und bereits ab Januar 1920 wurde die Produktion eingerichtet. Als Präsidenten holte er O. W. Heinz, der mit dem neuen technischen Leiter und Vizepräsidenten Fred M. Guy von der Hackett Motor Car Company in Grand Rapids (Michigan) kam. Guy war zuvor dort Chefingenieur gewesen. Bereits im April 1920 begann die Auslieferung des zunächst regional auf die Westküste ausgerichteten Unternehmens.
Der Ace war ein konventionell konstruierter, typischer Assembled car, also zusammengestellt aus zugekauften Komponenten. Seine auffälligsten Merkmale waren die ungewöhnlich elegante Erscheinung, auf die Earnest als Verkäufer besonderen Wert legte, und ein neuartiger Motor.

### Disc Valve Motor
Guy arbeitete seit etwa 1910 an der Entwicklung eines
wassergekühlten Viertakt-Flachschiebermotors mit einer Ventilsteuerung über Zahnräder anstatt einer Nockenwelle. Einen Vierzylinder-Prototyp hatte er noch bei Hackett fertiggestellt. Zu einer geplanten Serienfertigung eines entsprechenden Autos kam es dort infolge der Schließung des Unternehmens nicht mehr und Guy brachte den Motor mit zu Apex.
Entsprechend der höheren Preisklasse des Ace gegenüber dem Hackett wurde der Motor nun als Sechszylinder weiter entwickelt. Earnest benötigte möglichst schnell Fahrzeuge in seinen Verkaufsräumen und drängte daher auf eine rasche Produktionsaufnahme – möglicherweise zu rasch, denn bei Apex hatte der Guy Disc Valve-Motor keine große Zukunft.

### Apex Motor Corporation
Zunächst ließ sich das Projekt vielversprechend an. Aus der erst regionalen wurde schnell eine nationale Ausrichtung der Apex Motor Corporation. Diese größeren Pläne sind im Licht einer Reorganisation zu sehen, die ein neues Management, eine Umbenennung des Unternehmens in Apex Motor Corporation und mit neuem Kapital wohl auch neue Eigentümer brachte. Der Erfolg in dieser dynamischen Phase führte dazu, dass Guy und Heinz im April 1921, offenbar im Einvernehmen mit der Geschäftsführung, andere Aufgaben außerhalb der Apex Motor Corporation übernahmen. Unklar ist, ob sie danach selber in einer anderen Form für Apex tätig waren.
Zwischen beiden Unternehmen bestanden jedoch enge personelle Verbindungen. So war der neue Präsident von Apex, Harry T. („HT“) Hanover, auch bei Guy Disc Valve im Vorstand, dem auch Frank L. Klingensmith angehörte, zuvor langjähriger Finanzvorstand von Ford und nun einer der drei Besitzer der Gray Motor Corporation. Auch Frank F. Beall, ein anderer Gray-Eigentümer, saß bei Guy Disc Valve im Vorstand. Dennoch nennt eine Quelle ein unerfahrenes Management als Ursache für den nun einsetzenden, plötzlichen Niedergang.
Eine Tatsache ist, dass Hanover schon kurz nach Amtsantritt mit Lieferanten über einen Zahlungsaufschub um ein Jahr verhandeln musste. Immerhin konnte er zunächst aus dem Vollen schöpfen, denn für 1922 gab es eine veritable Produktoffensive mit mehreren Baureihen – drei oder vier, je nach Zählweise. Das war mehr, als manche Volumenhersteller wie Ford, Chevrolet oder Dodge anbieten konnten oder wollten. Es gab nun drei Radstände und vier Motoren. Neu waren ein Vierzylinder, sowie ein kleinerer und ein größerer Sechszylinder, bezogen von drei verschiedenen Herstellern. Diese Produktevielfalt verhinderte natürlich weitgehend Kompatibilität unter den Baureihen, mit entsprechenden Folgen für Lager- und Ersatzteilbewirtschaftung.
Die meisten neuen Modelle erhielten Zusatznamen aus dem Militärbereich. Attraktiv waren die Fahrzeuge immer noch, aber sie unterschieden sich kaum noch von den vielen anderen konfektionierten Autos auf dem Markt.
Guy und Heinz verfolgten nach ihrem Weggang kurzzeitig das Projekt einer eigenen Automobilproduktion, die wahrscheinlich mit dem Flachschiebermotor auf den Markt kommen sollte. Die Heinz Motor Company wurde aber bereits im Projektstadium aufgegeben. Stattdessen verlegten sie sich auf die Produktion ihres Motors und gründeten dazu in Ypsilanti die Guy Disc Valve Motor Company, in deren Geschäftsleitung und Vorstand Persönlichkeiten tätig waren, die auch mit Apex, der Gray Motor Corporation und der Diamond Taxicab Company verbunden waren.

### Premiere imCommodoreHotel

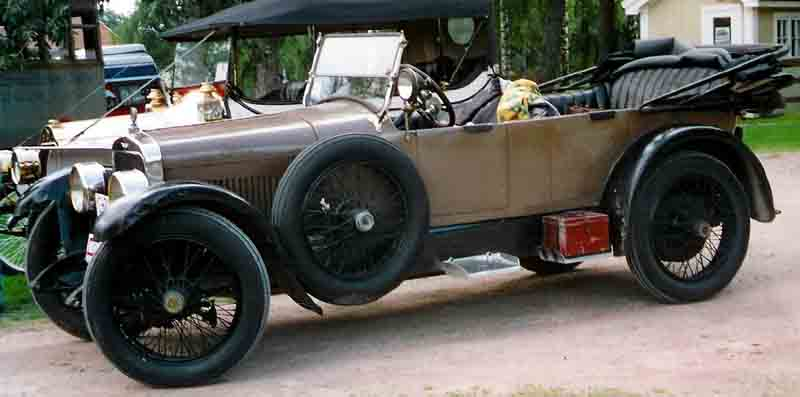
Dieser von Harry C. Stutz gebaute, amerikanische HCS Series 4 Type 4 von 1923 setzte auf die gleichen stilistischen Merkmale wie der Ace: „Helm“-Kotflügel, Trittbretter, frei hängendes Reserverad und Trommelscheinwerfer.

Bereits im Januar 1921 wurde der Ace in der Lobby des erst zwei Jahre zuvor eröffneten Hotel Commodore in New York City vorgestellt. Das Hotel konnte den zu dieser Zeit größten Raum der Welt bieten. Er wurde fast sofort eine beliebte Plattform für die Einführung neuer Automarken und -modelle. Dies galt insbesondere während des damals gleichfalls im Januar stattfindenden New Yorker Automobilsalons, wenn im Commodore jeweils auch viele Repräsentanten und einflussreiche Persönlichkeiten der Autobranche abstiegen. Erst im Jahr zuvor war hier der Duesenberg Modell A erstmals vorgestellt worden und 1924 folgte ebenfalls hier der erste Chrysler. Eine so kostspielige Premiere weist auf nicht gerade knappe Finanzen hin und machte nur Sinn, wenn das Fahrzeug USA-weit vermarktet werden sollte. Gezeigt wurde auch ein gelegentlich Coupé-Sedan genanntes, attraktives Coupé mit vier bis fünf Plätzen, das auf die Besucher wie eine Sonderanfertigung wirkte. Davon existieren verschiedene Werksillustrationen, die auf ein Club Coupé mit vier bis fünf Sitzen hinweisen. Dabei handelt es sich um eine Mischform aus Coupé und zweitürigem Sedan resp. Coach mit vergleichsweise großem Innenraum und einem Kofferraum.

### Styling
Die ausgestellten Fahrzeuge zeigten weitere sportlich-elegante Details, die auch künftige Ace tragen sollten. Dazu gehörten in Wagenfarbe lackierte statt vernickelte Kühlermasken um das Auto länger erscheinen zu lassen. Sehr modisch und auch in Europa dernier crie waren „helmförmige“ Kotflügel (gemeint sind nahe am Rad geführte, unten ausgekragte Kotflügel ohne Übergang zum Trittbrett; das Profil erinnert an antike Helme) in Verbindung mit je einer vernickelten Trittstufe pro Tür anstelle eines durchgehenden Trittbretts. Karossiers wie Binder, Gallé, Kellner oder Saoutchik hatten diesen Trend ausgelöst.

### Taxi-Projekt

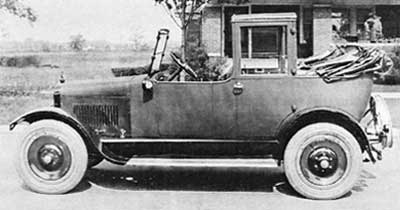
Das Elcar L4 Taxi entspricht äußerlich dem bei Apex gebauten Prototyp (1922).

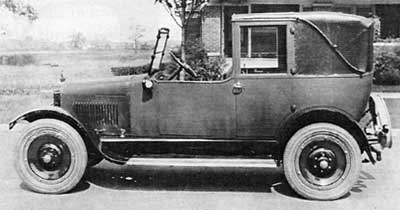
Elcar L4 Taxi mit geschlossenem Verdeck (1922)

Ein Beitrag in der Fachzeitung Automobile Topics vom 8. Juli 1922 erklärt die Gründe für die Umstrukturierung bei Apex. Demnach gab es Pläne des Präsidenten der New Yorker Taxigesellschaft Black & White Cab Company, Nat D. Jacoby, unter der Bezeichnung Diamond Taxicab Company., Inc. einen weiteren Taxibetrieb in New York aufzubauen. Dessen Besonderheit sollte ein eigens für ihn entwickeltes Taxi sein.
Dieses sollte von der Diamond Taxicab Company in Ypsilanti hergestellt werden (kein Bezug zu Diamond T). Das Unternehmen war als Joint Venture der Gray Motor Corporation, der Apex Motor Corporation und der Guy Disc Valve Engine Corporation organisiert werden. Präsident der Gesellschaft war der US-Senator von Oklahoma und Rechtsanwalt Robert L. Owen (1856–1947), der auch dem Vorstand von Guy Disc Valve Motor angehörte.
Naheliegend, aber nicht belegt ist die Vermutung, dass das Taxi den Guy-Schiebermotor erhalten sollte. Der Bericht in Automobile Topics erwähnt eine Bestellung der Betreibergesellschaft über 250 Diamond-Taxis; die Diamond Taxicab Company sicherte sich eine Option für ein Areal in Ypsilanti.
Das Fahrzeug war ein Landaulet mit kleinen und leicht auszutauschenden Scheiben. Es wurde von der Elcar Motor Company in Elkhart entworfen und von dieser ebenfalls angeboten. Jacoby hatte seine Wünsche dazu angebracht. Ein Prototyp wurde 1922 bei Apex Motor gebaut.
Schon im August hatten sich diese Pläne zerschlagen, wie Automobile Topics am 12. des Monats berichtete. Demnach hatte Jacoby inzwischen die Kontrolle übernommen samt dem genannten Prototyp, dessen Konstruktionsplänen und Vertriebsrechten. Für die Betreibergesellschaft in New York wurde eine neue Holding angekündigt; das Konzept sollte auf alle größeren US-Städte übertragen werden. Das Taxi sollte komplett von der Driggs-Seabury Ordnance Corporation in New Haven (Connecticut) gebaut werden; das Unternehmen hatte Erfahrung im Automobilbau seit 1912, mit dem Driggs-Seabury auch ein Cyclecars gebaut (und andere für Hersteller wie Twombly); aktuell baute es den im Markt wenig erfolgreichen Driggs-Kleinwagen.
Aber auch dies sollte nicht das letzte Wort sein. Driggs geriet in finanzielle Schwierigkeiten. Das Unternehmen rettete sich vor einer Insolvenz, verlor aber den Taxiauftrag. Bis zur endgültigen Schließung 1925 wurde ein eigenes Taxi hergestellt. Jacoby fand mit der Elcar Motor Car Company in Elkhart (Indiana) doch noch einen Hersteller für den Diamond, der parallel zu den eigenen Taxi-Modellen Elfay, Martel und Royal Martel gebaut wurde. Mindestens 1000 Diamond-Taxis wurden gebaut, bei Apex allerdings nur der genannte Prototyp.

### Verkauf und Schließung
Im Laufe des Jahres 1923 wurde die Apex Motor Corporation von der American Motor Truck Company in Newark (Ohio) übernommen, die hier für kurze Zeit Aufbauten für ihre Omnibusse fertigte. Obwohl das Unternehmen verlauten ließ, dass dazu die Kapazitäten verdoppelt werden mussten, scheint die Produktion bald geendet zu haben. Über die weitere Verwendung des Werks an der South River Street ist nichts bekannt.

## Modellgeschichte

### Ace Modell T und Rotary Six

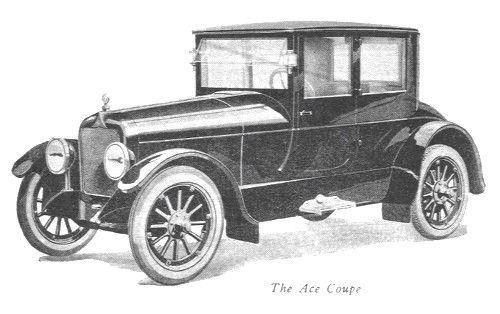
Ace Rotary Six Model G 5-passenger Coupe-Sedan (1921)

Zunächst erschien nur ein Modell, der Ace Six Model T, in einer einzigen Version als Touring. Die Karosserie wirkte modern und strahlte das Flair handgearbeiteter Customs aus, was sie jedoch nicht war. Die Serienversion des Guy-Sechszylindermotors leistete 57 bhp (43 kW). Die Kraftübertragung erfolgte wie bei allen Ace über ein Dreiganggetriebe und Kardanantrieb. Im September 1920 wurde ein Fahrzeug am Michigan State Fair gezeigt.
1921 wurde der Nachfolger Rotary Six Model G vorgestellt. Er erhielt den Guy Disc Valve-Motor und war dem Modell T technisch sehr ähnlich. Der Radstand war mit einem 123 Zoll (3124 mm) deutlich länger. Der Rotary Six war, wie in New York gezeigt, auch als attraktives Coupé-Sedan mit 4 bis 5 Plätzen erhältlich.
Leider fehlen Angaben zu den Preisen, doch die Eckdaten sind jene eines Autos der oberen Mittelklasse und am Rand der Luxusklasse. Dies war ein von unzähligen kleinen und auch bedeutenden Marken umkämpftes Segment; bekannte Vertreter sind der Cadillac V8 Type 59, der Chrysler B-70, der Oldsmobile Six Modell 37 oder der ebenfalls 1920 eingeführte Packard Single Six. Der Rotary Six war der letzte Ace mit Guy-Schiebermotor; die nun folgenden Modelle erhielten zugekaufte Motoren konventioneller Bauart.

### Ace Modell H und L
Das Modell H scheint nachträglich eingeführt worden zu sein. Der 4,7 Liter (288.6 c.i.) große Sechszylinder wurde von Herschell-Spillman in North Tonawanda (New York) bezogen. Er war eine zuverlässige, sehr konventionelle Konstruktion mit stehenden Ventilen (je ein Ein- und Auslassventil) und dreifach gelagerter Kurbelwelle. Bohrung und Hub betrugen 88,9 mm resp. 127 mm. Die für den Ace verwendete Version hatte einen Stromberg-Vergaser. Die Leistung betrug, je nach Quelle, 64 bhp (48 kW) oder 68 bhp (501 kW) bei 2550/min. Das Fahrgestell dürfte jenem des Ace Modell T entsprochen haben; zum Radstand gibt es jedoch unterschiedliche Quellen: 123 Zoll (3124 mm) wie der Rotary Six oder 117 Zoll (2972 mm). Die Artillerieräder hatten die Dimension 32 × 4½ Zoll.
Das Modell H war wiederum nur als Touring erhältlich. Der Listenpreis betrug 2050 US$, nicht wenig in Zeiten, in denen ein Ford Modell T Touring nur noch 415 US$ kostete, aber nur etwa die Hälfte des Preises, den ein Cadillac Type 61 oder Packard Single Six kostete. Dies relativierte sich mit einer Preissenkung bei den großen Herstellern etwas; es ist aber nicht bekannt, ob auch Apex die Preise anpassen musste.
Das kleinere Modell L hatte eine ebenfalls seitengesteuerte Version des Herschell-Spillman-Motors mit 248,9 c.i (4078 cm³; Bohrung 82,55 mm, Hub 127 mm) Hubraum und Stromberg-Vergaser. Er leistete je nach Quelle 57 bhp (43 kW) resp. 59 bhp (44,0 kW). Das Fahrzeug war als Touring und möglicherweise auch als Coupé-Sedan lieferbar.

### Ace Pub Modell F
Auch die 1922er Ace-Modelle waren attraktiv. Viele erhielten modische Felgenabdeckungen über den Speichenrädern. Der Ace Pup Model F, gelegentlich auch als Modell 35-40 bezeichnet, war das neue Einsteigermodell der Marke. Die meisten Quellen nennen einen von Gray-Bell zugekauften, seitengesteuerten Vierzylindermotor mit 43 bhp (32 kW); eine nennt ihn Ace Super Power und gibt einen Hubraum von 192.4 c.i. (3153 cm³; Bohrung 88,9 mm, Hub 127 mm) an; demnach wurden Scoe-Vergaser verwendet. Das Fahrzeug hatte einen Radstand von 114 Zoll (2896 mm) und war als Roadster, Touring und, gemäß einer einzelnen Quelle auch als Sedan erhältlich; letztere Bezeichnung bezieht sich mit hoher Wahrscheinlichkeit ebenfalls auf eine Version des belegten, sehr geräumigen Sechszylinder-Coupés, das vom Werk gelegentlich als Coupé-Sedan bezeichnet wurde. Der zweisitzige Roadster und der fünfsitzige Touring kosteten je 1295 US$.

### Ace Scout Modell L
Das Modell L wurde 1922 zum Scout Model L und gleichzeitig zur mittleren Baureihe der Marke. Technisch entsprach das Fahrzeug wohl dem L des Vorjahres. Das Coupé-Sedan wurde nicht mehr angeboten, stattdessen gab es einen Roadster. Dieser kostete wie der Touring 2250 US$.
Zum Radstand gibt es leicht variierende Angaben; am häufigsten genannt wird 117 Zoll (2972 mm).

### Ace 35-70
Eine Quelle listet zusätzlich ein Modell Ace 35-70 mit einem Radstand von 117 Zoll. Als Motor ist der Herschell-Spillman Six mit 4,7 Liter und Stromberg-Vergaser (ohne Leistungsangabe) aufgeführt, wie er im Vorjahr für das Modell H verwendet worden war. Er war nur als Sedan lieferbar.
Dieses Modell ist etwas irritierend. Angesiedelt zwischen Scout und Combat, machte es wohl nur Sinn, wenn Apex so allenfalls noch vorhandene Lagerbestände des Modells H – oder zumindest dessen Motoren – abbauen konnte. Keine andere Quelle nennt einen Sedan von Apex; daher ist wohl das 4-5-sitzige Coupé-Sedan gemeint, das bereits in New York gezeigt wurde. De facto kann der 35-70 also als geschlossene und stärkere Version des Scout gesehen werden.

### Ace Combat Modell C
Das neue Topmodell der Marke, der Combat Model C, war eine eindrückliche Erscheinung. Sein Motor war der Continental 6 TA Sechszylinder mit 340.6 c.i. (5582 cm³; Bohrung 92,08 mm, Hub 139,7 mm). Dieser ebenfalls seitengesteuerte Motor wurde von vielen Herstellern gehobener Automobile verwendet; mit 77 bhp (57 kW) war er laufruhig und so kraftvoll, dass er mit der etablierten Konkurrenz, einschließlich der V8-Modelle etwa von Cadillac oder Cole, durchaus mithalten konnte. Im Ace Combat erhielt er ebenfalls einen Stromberg-Vergaser. Der Radstand betrug 120 Zoll (3048 mm).
Es gab drei Versionen: Roadster und Speedster zu 2975 US$ und einen Touring zu 3150 US$. Unüblicherweise erhielt der Speedster kein verkürztes Fahrgestell. Mit tief ausgeschnittenen Türen, einem verkürzten „Bootsheck“ („Boattail“) und gleich zwei fassförmigen Tanks dahinter sowie seitlich angebrachten Reserverädern war er dennoch eine sehr sportliche Erscheinung. Mindestens ein Ace Combat erhielt eine Sonderkarosserie als Dual Cowl Landau. Gemeint ist ein Touring mit einer zusätzlichen Windschutzscheibe vor den Fondpassagieren und einem Victoria-Verdeck (heute besser bekannt als „Kinderwagenverdeck“). Dieses hatte außen Sturmbügel und kleine ovale Scheiben.
Zumindest Combat und Scout erhielten die gerade aufkommenden, modischen Scheinwerfer im Trommel-Form.

## Marktposition
Ace-Automobile waren eher im oberen Bereich ihres jeweiligen Marktsegments positioniert. Die Sechszylinder waren bezüglich Leistung und Preis Vertreter der oberen Mittel- und der Oberklasse ihrer Zeit.
| Marke    | Modell            | Motorbauform | Leistung            | Karosserie       | Listenpreis                                   |
| -------- | ----------------- | ------------ | ------------------- | ---------------- | --------------------------------------------- |
| Ace      | Combat Model C    | R6           | 77 PS (56,6 kW)     | Touring, 5 Sitze | US$ 2975                                      |
| Auburn   | 6-51              | R6           | 50 PS (36,8 kW) (?) | Touring          | US$ 3250                                      |
| Buick    | Six Series 40     | R6           | 60 PS (44,1 kW)     | Touring, 5 Sitze | US$ 1795                                      |
| Cadillac | Type 61           | V8           | 80 PS (58,8 kW)     | Touring, 7 Sitze | US$ 3940 US$ 3150 US$ 2885 (Preisreduktionen) |
| Cole     | Aero Eight 890    | V8           | 80 PS (58,8 kW)     | Touring, 7 Sitze | US$ 2485                                      |
| Packard  | Single Six        | R6           | 52 PS (38,2 kW)     | Touring, 5 Sitze | USS$ 2485                                     |
| Packard  | Twin Six Series 3 | V12          | 90 PS (66,2 kW)     | Touring, 5 Sitze | USS$ 3835                                     |

Der Pup war ein attraktiv gestylter, aber sehr konventioneller Vertreter der Mittelklasse. Er hatte starke Konkurrenz, unter anderem durch Modelle von Buick, Oldsmobile, Studebaker, Hudson, Nash, Reo oder Maxwell.
Am ehesten lässt sich der Ace Combat mit dem  Cole Aero Eight 890 vergleichen. Letzterer war zwar ein etwas stärkerer Achtzylinder, wurde aber ebenfalls aus zugekauften Komponenten zusammengestellt.

## Modellübersicht
| Modellname (Alternativbezeichnung) | Bauzeit | Motorenhersteller, -bauform | Hubraum                 | Leistung        | Radstand          | Karosserie             | Neupreis |
| ---------------------------------- | ------- | --------------------------- | ----------------------- | --------------- | ----------------- | ---------------------- | -------- |
| Six (Model T)                      | 1920    | Guy Disc Valve, R6          |                         | 57 PS (41,9 kW) | 115 in (2.921 mm) | Touring                |          |
| Rotary Six (Model G)               | 1921    | Guy Disc Valve, R6          |                         | 57 PS (41,9 kW) | 123 in (3.124 mm) | Touring                |          |
| Rotary Six (Model G)               | 1921    | Guy Disc Valve, R6          |                         | 57 PS (41,9 kW) | 123 in (3.124 mm) | Coupé                  |          |
| Six (Model H)                      | 1921    | Herschell-Spillman, R6      | 288,6 cu in (4.729 cm³) | 68 PS (50 kW)   | 117 in (2.972 mm) | Touring                | US$ 2050 |
| Six (Model L)                      | 1921    | Herschell-Spillman, R6      | 248,9 cu in (4.079 cm³) | 59 PS (43,4 kW) | 117 in (2.972 mm) | Touring, 5 Sitze       |          |
| Six (Model L)                      | 1921    | Herschell-Spillman, R6      | 248,9 cu in (4.079 cm³) | 59 PS (43,4 kW) | 117 in (2.972 mm) | Coupé-Sedan, 4-5 Sitze |          |
| Pub Model F (34-40)                | 1922    | Gray-Bell, R4               | 192,4 cu in (3.153 cm³) | 43 PS (31,6 kW) | 114 in (2.896 mm) | Touring, 5 Sitze       | US$ 1295 |
| Pub Model F (34-40)                | 1922    | Gray-Bell, R4               | 192,4 cu in (3.153 cm³) | 43 PS (31,6 kW) | 114 in (2.896 mm) | Roadster, 2 Sitze      | US$ 1295 |
| Pub Model F (34-40)                | 1922    | Gray-Bell, R4               | 192,4 cu in (3.153 cm³) | 43 PS (31,6 kW) | 114 in (2.896 mm) | Coupé-Sedan, 4-5 Sitze | US$ 1295 |
| Scout Model L (30-60)              | 1922    | Herschell-Spillman, R6      | 248,9 cu in (4.079 cm³) | 59 PS (43,4 kW) | 117 in (2.972 mm) | Touring, 5 Sitze       | US$ 2260 |
| Scout Model L (30-60)              | 1922    | Herschell-Spillman, R6      | 248,9 cu in (4.079 cm³) | 59 PS (43,4 kW) | 117 in (2.972 mm) | Roadster, 2 Sitze      | US$ 2260 |
| 35-70                              | 1922    | Herschell-Spillman, R6      | 288,6 cu in (4.729 cm³) |                 | 117 in (2.972 mm) | Coupé-Sedan            |          |
| Combat Model C (35-80)             | 1922    | Continental, R6             | 340,6 cu in (5.581 cm³) | 77 PS (56,6 kW) | 120 in (3.048 mm) | Touring, 5 Sitze       | US$ 2975 |
| Combat Model C (35-80)             | 1922    | Continental, R6             | 340,6 cu in (5.581 cm³) | 77 PS (56,6 kW) | 120 in (3.048 mm) | Roadster, 2 Sitze      | US$ 2975 |
| Combat Model C (35-80)             | 1922    | Continental, R6             | 340,6 cu in (5.581 cm³) | 77 PS (56,6 kW) | 120 in (3.048 mm) | Speedster, 3 Sitze     | US$ 3150 |

Dies sind vorläufige Angaben auf Grund unvollständiger technischer Daten.
Auch über die gebauten Stückzahlen gibt es keine verlässlichen Angaben; die meistgenannte ist 256 Einheiten. In frühen Prospekten wurde der Industriekomplex in Ypsilanti abgebildet, in dem der Ace gebaut wurde. Nicht erwähnt wurde, dass darin nur eine Etage von der Apex genutzt wurde.

## Ace-Automobile heute
Es ist kein noch existierendes Ace-Automobil bekannt. Das Ypsilanti Automotive Heritage Museum hat eine Belohnung von 5000 US$ ausgesetzt für Hinweise, die zu einem solchen führen.